# 高岡神社 (飯綱町)
高岡神社（たかおかじんじゃ）は、長野県飯綱町にある神社。社格は旧村社。

## 歴史
- 旧高岡村（飯綱町西部）の各集落には、産土神あるいは氏神として、村社または無格社が祭祀されていた。
- 1908年（明治41年）10月15日 - 各集落の村社・無格社を合祀し高岡神社と命名する。
- 1953年（昭和28年）3月 – 宗教法人登記。
- 1979年（昭和54年）4月29日 - 芹沢神社・荒井権現・新井神社を高岡神社より分社する。
- 1993年（平成5年） - 当時、牟礼村天然記念物（昭和44年11月6日指定）であった高岡神社の大杉（樹齢350年）が、落雷の被害に遭い2本を切り倒す[1]。

## 神社合祀について
明治40年に出された神社合祀に関する訓令により、各集落の村社・無格社あわせて15社を合祀して当時の村名をとり高岡神社と命名することになった。社地は様々な意見が出されたが、夏川の地を卜して合祀することになり、明治41年10月に高岡神社となった。

### 合祀された各集落の産土神
- 袖之山神社（旧村社）：袖之山字浦の久保　[祭神]建御名方命　361坪の地に鎮座。氏子43戸。
- 東原神社（旧村社）：地蔵久保字東原　[祭神] 天照皇大神　120坪の地に鎮座。氏子20戸。
- 坂口神社（旧村社）：坂口字屋敷添　[祭神] 誉田別尊　400坪の地に鎮座。氏子13戸。
- 高坂神社（旧村社）：高坂字呑水　[祭神]建御名方命　1564坪の地に鎮座。氏子66戸。ほかに大山祇命を祀る山神社（無格社）の石祠あり。信徒65人。
- 野村上神社（旧村社）：野村上字中町　[祭神]建御名方命　151坪の地に鎮座。境内に「風神」級長戸邊命（しながとまのみこと）を祀る祠あり。氏子53戸。
- 伊勢社（旧村社）：野村上茶臼山組字平石　[祭神]天照皇大神　45坪の地に鎮座。氏子10戸。
- 伊勢社（旧村社）：大字川上字堰下旧北川組　[祭神]天照皇大神　110坪の地に鎮座。氏子24戸。
- 飯綱社（旧村社）：夏川字飯綱堂　[祭神] 宇賀御魂神　1255坪の地に鎮座。氏子27戸。
- 芹沢神社（旧村社）：芹沢字宮浦　[祭神]建御名方命　73坪の地に鎮座。氏子12戸。
- 伊勢社（旧村社）：旧中宿村　[祭神] 大日霊貴尊　241坪の地に鎮座。氏子40戸。
- 諏訪社（旧村社）：横手組字屋敷添　[祭神]建御名方命　152坪の地に鎮座。氏子20戸。
- 荒井権現：旧新井村字上ノ山　[祭神] 天御中主神、高皇産神、神皇産神　東西7間半、南北10間の地に鎮座。
- 新井神社（旧村社）：新井村字久祢下　[祭神]建御名方命　185坪の地に鎮座。

上記のうち、芹沢神社・荒井権現・新井神社を昭和54年4月29日高岡神社より旧新井神社の地に分社して、「古町神社」として独立する。

## 高岡神社の大杉

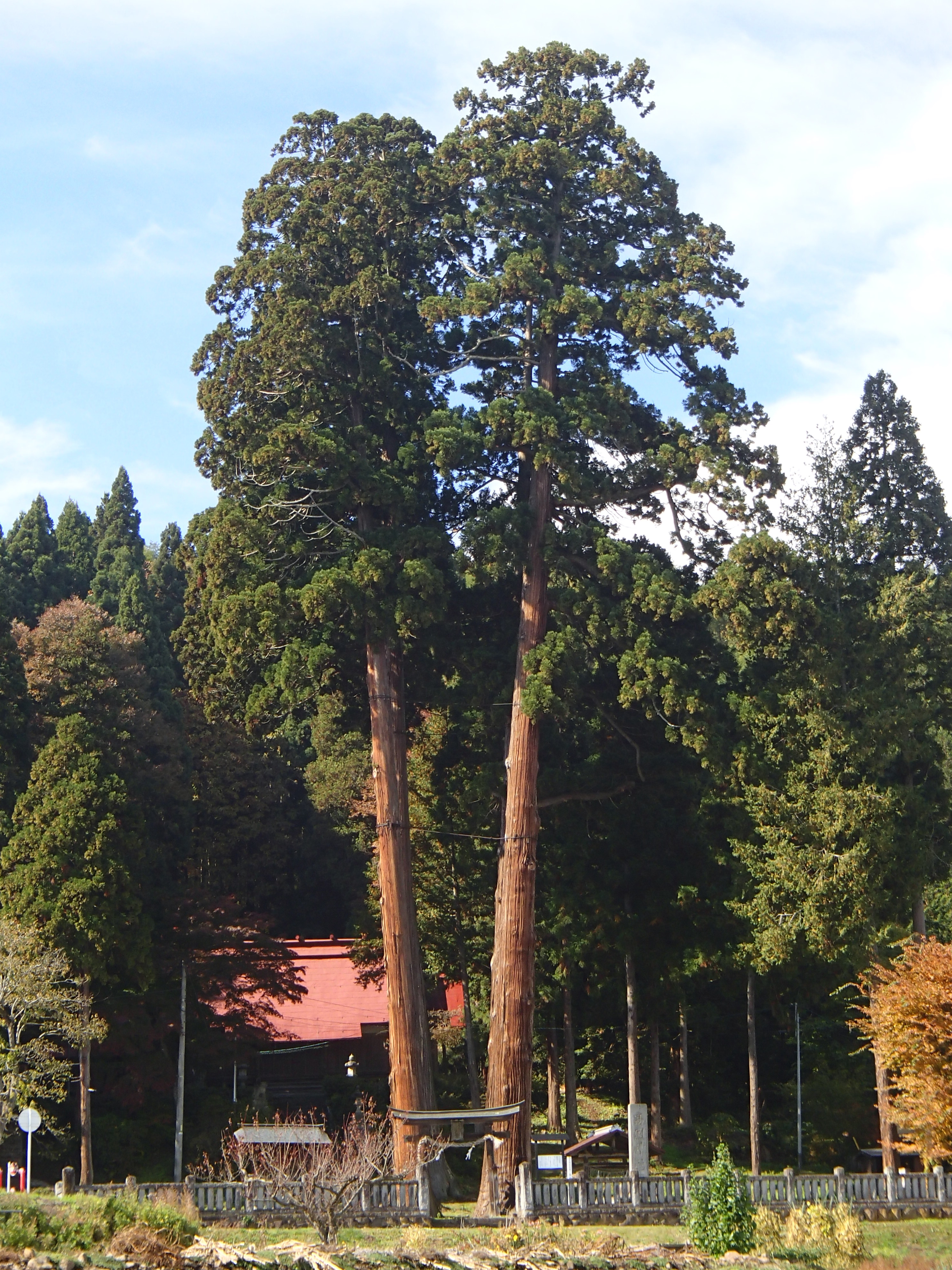
高岡神社の大杉

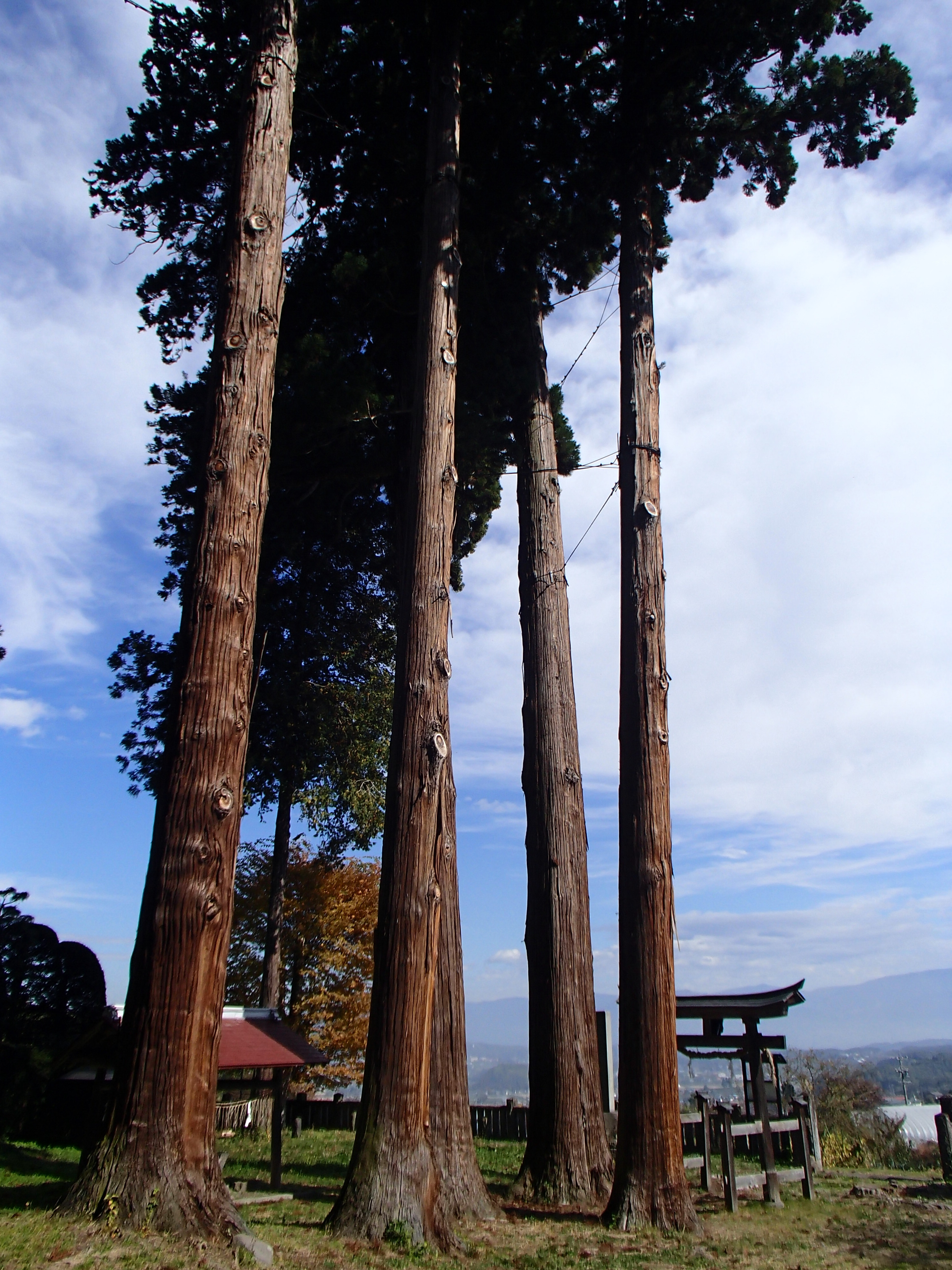
聳え立つ大杉

飯綱町天然記念物。樹齢350年といわれる6本の杉並木が聳えている。

## 高坂の男獅子「和藤内」
例祭における獅子舞は普通女獅子であるが、飯綱町高坂地区には男獅子の「和藤内（わとうない）」が現在も継承されている。和藤内とは、近松門左衛門の浄瑠璃「国性爺合戦」の一部を取ったものである。
1. 三番叟の舞（さんばそうのまい）
2. よたん舞
3. 御幣舞（おんべまい）
4. 鈴神楽
5. 昭代神楽（しょうたいかぐら）
6. 和藤内